# モンゴル国の交通

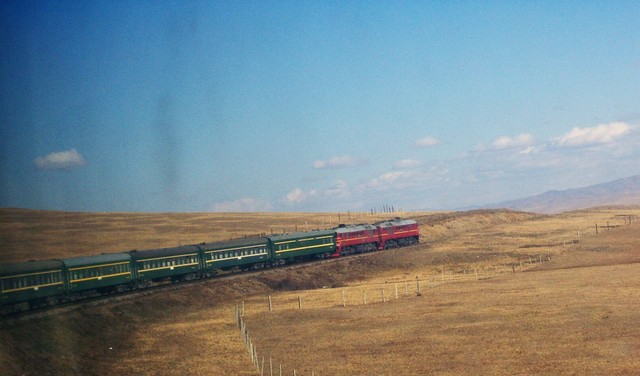
ゴビ砂漠を行く北京発モスクワ行003列車

モンゴル国の交通（モンゴルこくのこうつう）では、モンゴル国の交通について論述する。

## 鉄道

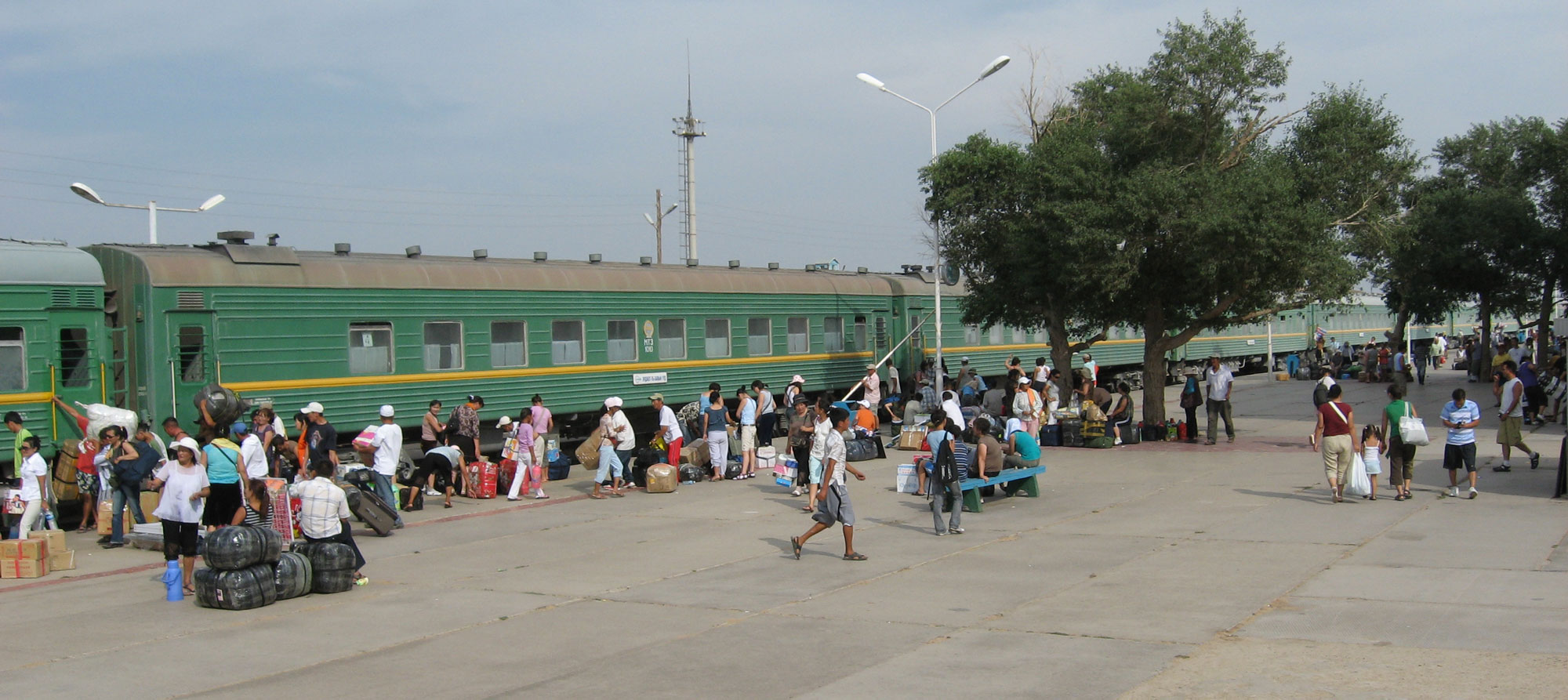
ザミンウードの鉄道駅

鉄道はモンゴル縦貫鉄道とその支線があるのみで、旅客輸送には重みを持たない。しかし、モンゴルは内陸国であり、国内に海港が存在しないため、物資の搬入のほとんどを鉄道に頼っており、貨物輸送に関しては基幹産業である。従って、鉄道労働者（鉄道員）の賃金は教員や警察官よりも高い。
ウランバートル駅が中心であり、ロシアや中華人民共和国へ国際列車が運行されている。

## バス
バス（路線バス）は市内旅客輸送の中心である。ウランバートルでは路線ごとに番号が振ってあるが、循環バスなので注意を要する。運行時間は7時 - 22時。時刻表はなく、乗客が集まり次第随時発車となる。地方へのバス路線も開設されているが、道路事情が不良なことから長時間の乗車を強いられている。
ウランバートル市内ではバスのほかにトロリーバスが運行されており、バスの半額の運賃で乗車できるが、速度が遅く、治安も悪いため、慣れない旅行者には奨められない。

## ミクロ
9人乗りのバンを利用したもの。時刻表はなく、乗客が集まり次第、随時運行。乗客が集まらない場合は運行を中止することもある。定員通りの運行はまずなく、子どもは親の膝の上に抱き、16人乗車まで考えられる。基本的にはバス路線をなぞるが、寄り道が多い。地方行きもあり、人が集まる市場から発車する。

## タクシー
モンゴルでは正式に許可を受けて営業するタクシーの数が少なく、普通の乗用車により無許可でタクシーの業務を行ういわゆる白タクが多い。モンゴル社会では白タク行為に全く罪悪感はない。

## レンタカー
観光客向けのレンタカーとして車両のみを貸し出す業者は少なく、多くは運転手付きである。車種は市街地（良路）向けのセダンのほか、悪路・路外向けのSUV、昔ながらの四輪駆動車、小型から大型までのバスがある。
ウランバートルにはオートバイや自転車を貸す業者もある。

## 航空

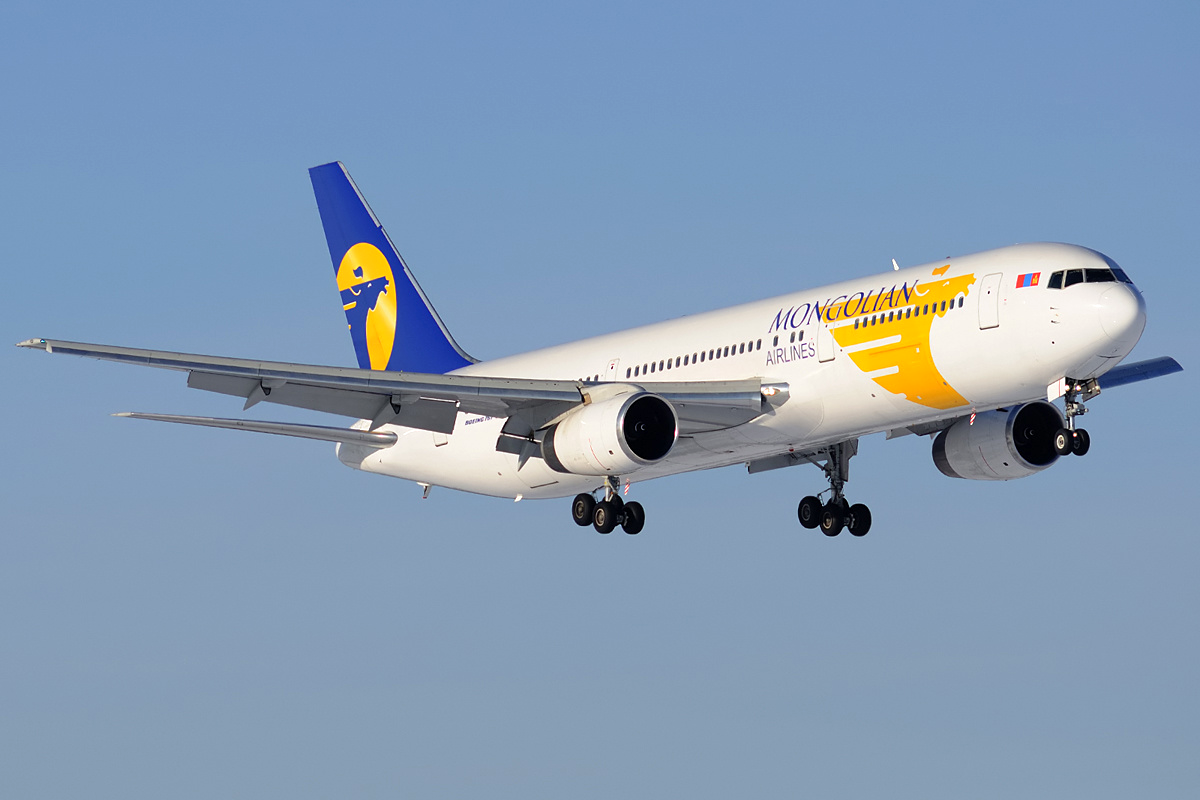
MIATモンゴル航空

ウランバートルのボヤント・オハー国際空港（旧・チンギスハーン国際空港）から、大概の県庁所在地に国内線が運航されている。全てプロペラ機であり、他の交通機関と同様、機内装備は劣悪である。1 - 2時間で目的地に到着できるが、外国人料金を請求される。
2020年にチンギスハーン国際空港が開港予定だったが、新型コロナウイルス感染症の流行に伴って延期となった。

## フェリー

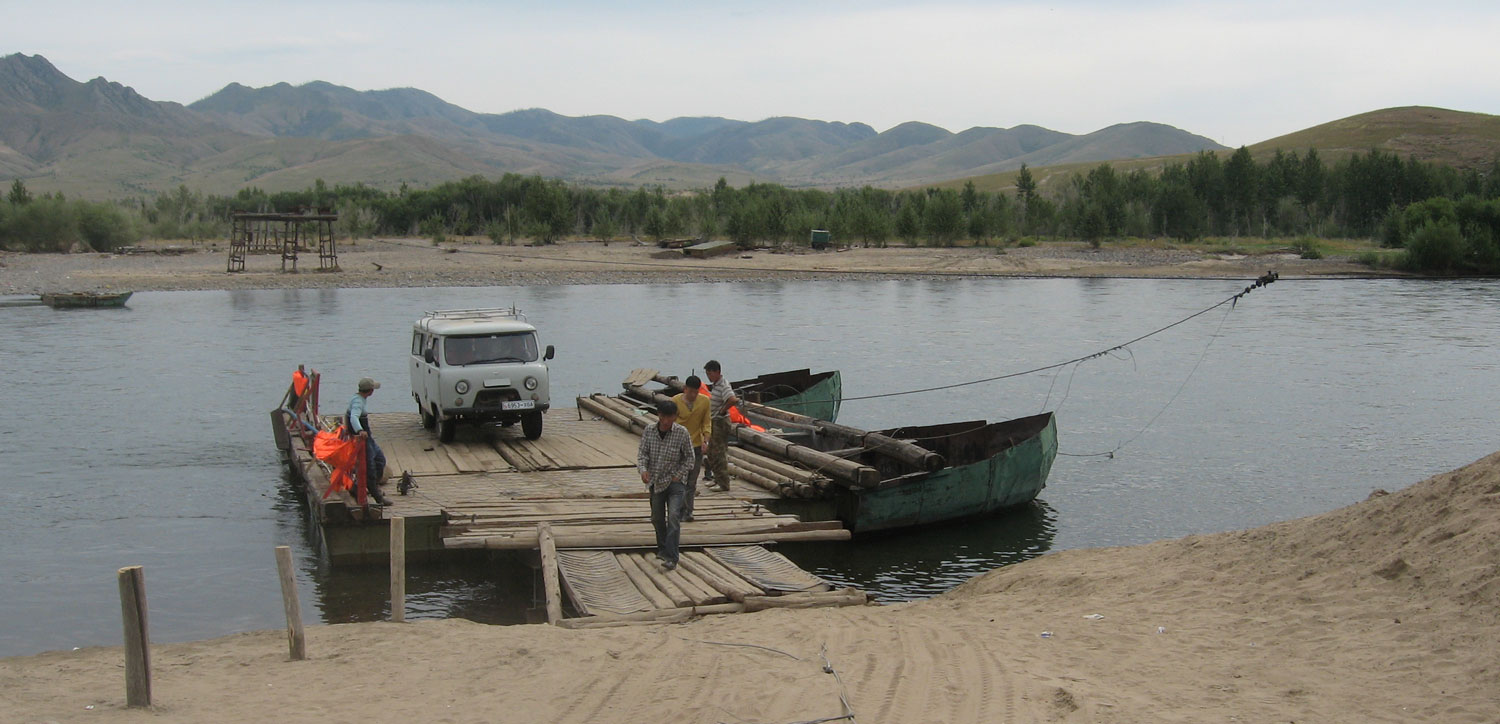
ケーブルフェリー、セレンガ川

バイカル湖は観光業も盛んである。リストビャンカを観光の足場に、遊覧船や冬でもホバークラフトで湖上を周遊できる。